# Daniel Drew

Daniel Drew als erfolgreicher Geschäftsmann

Daniel Drew (* 29. Juli 1797 in Carmel, New York; † 18. September 1879) war ein US-amerikanischer Geschäftsmann. 
Nach schlechter Schulausbildung kämpfte Drew nach dem Tod seines Vaters 1812 im Britisch-Amerikanischen Krieg. Nach dem Krieg war er ein erfolgreicher Viehtreiber. 
1823 heiratete er Roxanna Mead und 1829 zogen sie nach New York, wo Drew einen erfolgreichen Viehhandel betrieb. Hier soll ihm Jacob Astor geholfen haben. Er kaufte Vieh und Schafe in New England und dem Mittleren Westen, die an Schlachtereien von New York verkaufte. Es ging das Gerücht, dass Drew den Tieren vor dem Verkauf viel Wasser zum Trinken gab, einmal damit sie gut aussahen und zum anderen das eine oder andere Kilogramm mehr auf die Wage brachten.
Drew wird auch die Einführung der Bezeichnung „watered stock“ (gewässerte Aktien) in den New Yorker Finanzdistrikt zugeschrieben, um Aktien einer Gesellschaft zu beschreiben, deren Preis zeitweise ansteigend manipuliert wurde.
Im Jahr 1834 stieg er ins Dampfschifffahrtsgeschäft ein – in erfolgloser Konkurrenz zu Cornelius Vanderbilt – betrieb aber zahlreiche profitable Linien außerhalb von New York. Zehn Jahre später, 1844, gründete er das Bankhaus und Maklergeschäft Drew, Robinson & Company, das sich nach dem Tod seiner Geschäftspartner 1854 auflöste. Vanderbilt gab seinen Sohn William zu Drew in die Lehre. Das währte jedoch nicht lange, denn William kränkelte und sein Vater kaufte ihm eine kleine Farm zur Bewirtschaftung in New Dorp, Staten Island. Drew arbeitete weiterhin als unabhängiger Makler vorzugsweise in Eisenbahnaktien. Im Jahr 1857 nutzte er die finanzielle Panik und machte sich zum Vorstandsmitglied bei der Erie Railroad. Das brachte ihn wiederum in direkte Konkurrenz zu Vanderbilt, der ebenfalls ein Interesse an der Eisenbahn entwickelt hatte.
Drew kämpfte 1864 erneut mit Vanderbilt, als er begann mit Aktien der New York and Harlem Railroad zu spekulieren. Er betätigte sich als Leerverkäufer, doch Vanderbilt und dessen Partner kauften sämtliche Anteile, die Drew verkaufte, was ihren Wert innerhalb von fünf Monaten von 90 $ auf 285 $ pro Aktie steigerte. Drew verlor dadurch 500.000 $. Um zu verhindern, dass Vanderbilt die Kontrolle über Erie Railroad gewinnt, gab Drew gemeinsam mit James Fisk und Jay Gould falsche Aktien heraus. Vanderbilt erlitt hohe Verluste und musste den dreien die Kontrolle des Unternehmens überlassen.
Doch Fisk und Gould betrogen ihren Partner 1870, indem sie die Railroad-Aktien in England verkauften und so manipulierten, dass Drew 1,5 Millionen Dollar verlor. Der Börsenkrach von 1873 kostete ihn noch mehr. 1876 überschritten Drews Schulden eine Million Dollar ohne zusätzliche Vermögenswerte und er musste Konkurs anmelden. 
Er war als Teenager zu den Methodisten konvertiert und gehörte der St. Paul’s Kirche an. Er war ein religiöser Mensch. Als 1867 John McClintock Pastor in der Kirche wurde, entschloss sich Drew in den 1860er Jahren, ein theologisches Seminar zu gründen, mit McClintock als Leiter. 1866 stiftete Drew $500,000 zur Gründung des Drew Theological Seminary (heute: Drew University). Obwohl beinahe die Hälfte seiner Schenkung verloren ging, als Daniel Drew finanziell ruiniert war in den 1870er Jahren, blieb er weiterhin Treuhänder des Seminars bis zu seinem Tod 1879.
Daniel Drew starb schließlich in Abhängigkeit von seinem Sohn William H. Drew 1879.

## Weblink
- Business Magnates, Industrialists, Railroad Tycoons, Capitalists, Financiers. – Daniel Drew - Bio